# Руска революция (1917)
Вижте пояснителната страница за други значения на Руска революция.
Като Руска революция от 1917 година (на руски: Революция 1917 года в России) се отбелязват две кулминационни точки в руската история през XX век. Това са поредица от политически промени в Русия, довели до унищожаването на Руската империя и до началото на Руската гражданска война. През март 1917 година последният руски император Николай II абдикира, властта поема Временното руско правителство, а през октомври властта в столицата Петроград е завзета чрез преврат от първото в света комунистическо правителство.

## Предистория
Руската революция от 1905 г. води до редица спорове и тежки протести на опозицията срещу руския император Николай II.
Последствията от тази революция са:
- Въз основа на Октомврийската прокламация на Николай II Русия получава конституция, която предвижда народно събрание (Държавна дума);
- В конституцията се акцентира върху доминиращата роля на царя. През последвалите години Николай II се опитва да премахне направените отстъпки. През 1907 г. избирателното право се променя така, че хората с по-висок ранг да дават повече гласове от тези с по-нисък. Промяната отнема на голяма част от селяните и работниците възможността да влязат в политиката, макар това да нарушава конституцията. Макс Вебер използва термина „Псевдоконституционализъм“;
- Реформи в аграрното стопанство (Столипински реформи) би трябвало да позволяват на селяните, сами да управляват стопанството си и да използват рационални методи за сеитба. Целта е създаването на селско средно съсловие.

По мнението на изследователя Вуда, събитията по време на Кървавата неделя от революцията от 1905 г. стават основната причина за февруарската революция от 1917 г. През 1905 г. за първи път е образуван Петроградски съвет („Петербургски съвет на работническите депутати“, накратко Петросъвет).
Един от проблемите, с който се сблъсква Русия в началото на Първата световна война, е блокадата, организирана от Централните сили. След влизането на Турция във войната през октомври 1914 г., Русия е лишена от основните си търговски маршрути през територията ѝ, а в същото време Германия блокира Балтийско море. Блокадата усложнява вноса на военни товари, докато самата Германия произвежда голямо количество боеприпаси, воювайки при това на два основни фронта.
Към началото на 1917 г. затегналата се война силно нажежава обстановката в Петроград. Военната хиперинфлация води до това, че производителите започват масово да укриват зърно, надявайки се на още по-голямо увеличение на цените. Според изследователя С. Нефьодов, към края на 1916 г. традиционната пазарна система за снабдяване на градовете започва да се разпада и царското правителство предприема първите опити за продоволствено разпределение. На 8 септември 1916 г. Николай II утвърждава предложението на Съвета на министрите за наказателна отговорност на търговци и индустриалци „за покачване или спад в цените на предметите за продоволствие или необходими потребности.“.
| Военна инфлация 1914 – 1916 | Военна инфлация 1914 – 1916           | Военна инфлация 1914 – 1916 | Военна инфлация 1914 – 1916 | Военна инфлация 1914 – 1916              |
| Период                      | Парична маса в обращение (млн. рубли) | Ръст на паричната маса (%)  | Ръст на цените (%)          | Съотношение на цените към паричната маса |
| --------------------------- | ------------------------------------- | --------------------------- | --------------------------- | ---------------------------------------- |
| 1914 г., първа половина     | 2370                                  | 100                         | 100                         | 0,00                                     |
| 1914 г., втора половина     | 2520                                  | 106                         | 101                         | −1,05                                    |
| 1915 г., първа половина     | 3472                                  | 146                         | 115                         | −1,27                                    |
| 1915 г., втора половина     | 4725                                  | 199                         | 141                         | −1,41                                    |
| 1916 г., първа половина     | 6157                                  | 259                         | 238                         | −1,08                                    |
| 1916 г., втора половина     | 7972                                  | 336                         | 398                         | +1,18                                    |

Съвременникът на събитията от февруари 1971 г., историкът Сергей Мелгунов в свое изследване сочи, че постулатът за глада като причина за революцията е предположително несъстоятелен. Изследователят Сергей Нефьодов е на противоположното мнение и привежда като довод подробен икономически анализ за механизмите, причинили прекъсванията в снабдяването, вследствие на военната хиперинфлация.
Самите власти на Петроград, в лицето на генерал Сергей Хабалов и градоначалника Александър Балк, оценяват запасите от хляб в Петроград към момента на началото на революцията като достатъчни. Изследователят Ричард Пайпс се присъединява към тази оценка, но набляга и на военната хиперинфлация и недостига в доставките на гориво за Петроград.
В Петроград започват брожения; през февруари 1917 г. на улиците се появяват тълпи с надписи на плакати „Долу войната!“. Тежките загуби по време на войната засилват мнението, че цар Николай II не е способен да управлява. Към 1917 г. загубите на Руската империя в Първата световна война достигат 2,5 млн. войници (загинали в бой, изчезнали, починали от рани и болести, загинали в плен) и до 1 млн. мирни жители. За цялата история на Русия, за първи път е мобилизирана такава огромна армия, през която преминават до 15 млн. души от 175-милионното население. 80 – 90 % от мобилизираните са селяни.
През октомври 1916 г. директорът на Департамента на полицията към министерството на вътрешните работи, А. Василиев, представя доклад за настроенията на населението по места, указващ, че „основната причина за озлоблението е неимоверното нарастване на цените“, в столиците (има се предвид Петроград и Москва) „опозиционните настроения“ далеч надминават нивото от 1905 г., което може да доведе до избухването на „мащабни безредици от чисто стихиен характер“. В същото време началникът на Кронщатския гарнизон докладва, че в случай на безредици, на войската не бива да се разчита поради ненадежността ѝ.
Ричард Пайпс пише, че:
| \| „ \| Да се разбере случилото се [пре февруари 1917 г.] е невъзможно, без да се вземе под внимание съставът и условията в Петроградския гарнизон. Гарнизонът, собствено, се състои от новобранци и възрастни мъже, зачислени в попълнение на заминалите на фронта запасни батальони на гвардейските полкове, разквартирувани в мирно време в Петроград. Преди отправянето им на фронта им, в течение на няколко седмици те преминават обща военна подготовка. Числеността на сформираните с тази цел учебни части превишава всякакви допустими норми: в някои резервни роти има над 1000 войника, а се срещат батальони с по 12 – 15 хил. души; най-общо 160 хил. войници са наблъскани в казарми, разчетени за 20 хил. \| “ \| | |   |
| „ | Да се разбере случилото се [пре февруари 1917 г.] е невъзможно, без да се вземе под внимание съставът и условията в Петроградския гарнизон. Гарнизонът, собствено, се състои от новобранци и възрастни мъже, зачислени в попълнение на заминалите на фронта запасни батальони на гвардейските полкове, разквартирувани в мирно време в Петроград. Преди отправянето им на фронта им, в течение на няколко седмици те преминават обща военна подготовка. Числеността на сформираните с тази цел учебни части превишава всякакви допустими норми: в някои резервни роти има над 1000 войника, а се срещат батальони с по 12 – 15 хил. души; най-общо 160 хил. войници са наблъскани в казарми, разчетени за 20 хил. | “ |

Войниците са подлагани на редица унизителни ограничения: разрешава им се да се придвижват с трамваите само на степенките, в театрите не им се разрешава да седят заедно с офицерите. От 1915 г. в армията е възстановено телесното наказание под формата на бой с пръчки, разпространени са обръщението на „ти“ към войниците и побоят.
Генерал Дмитрий Дубенски, който през февруари 1917 г. е в царската свита в качеството си на официален историограф, отбелязва, че „има такива батальони, които наброяват по 12 – 15 хиляди. Всички те се помещават в тесни казарми, където на хората е отредено място за спане на две-три и четири нива. Да се наблюдават такива части стана трудно, не достигат офицери, и съществува пълна възможност за пропаганда. По същество, тези запасни батальони съвсем не са преображенци, семьоновци, егери и т.н. Много от войниците в запасните батальони даже не са положили клетва. Никой от младите войници не е още в полковете, а само се обучава, за да попадне едва после в редиците на този или онзи гвардейски полк и да усети духа, физиономията на частта и да попие традицията ѝ. Ето защо този млад контингент от така наречени гвардейци не бе крепък и, излизайки на 24, 25 и 26 февруари за усмиряване на безредиците, залитна и започна безсмислен и безпощаден войнишки бунт.“.
Освен това, някои от войниците и моряците са мобилизирани работници, в това число и такива, които са участвали по-рано в революционна дейност, като това се отнася най-вече за Кронщадската военноморска база, както и за военноморската база в Хелзингфорс. Условията за военна служба в Кронщад се тежки и придружени от редица унизителни ограничения за по-ниските чинове – например, на моряците е забранено да ходят по източната страна на главната улица, а на входа на Екатерининския булевард е поставен надпис, забраняващ влизането на „кучета, войници и моряци“.
Размириците в армията и флота започват дълго преди 1917 г.: на 19 октомври 1915 г. в Хелзингфорс се разбунтува екипажа на стоящия на рейда линеен корал „Гангут“, на 2 май 1916 г. е отбелязан първия случай на отказ на казаците да разпръснат тълпа. Както отбелязва изследователя Нефедов, през октомври 1916 г. последователно се разбунтуват войниците на разпределителните пунктове в Гомел и Кременчуг, на 17 октомври войниците от 181-ви полк се присъединяват към тълпата работници от Виборгския район на Петроград, а на 29 октомври 1916 г. извиканите да разгонването на стачници войници, вместо по работниците откриват огън по полицията. Френският посланик в Петроград, Морис Палеолог, в своя рапорт до френското министерство отбелязва този инцидент като „доста показателен“ и заявява, че „... в случай на бунт не може да разчита на армията... ние трябва дори и в този момент да предвидим отпадането на нашия съюзник [Русия] и да направим необходимите заключения.“.
Последната капка е закриването на 21 – 22 февруари от правителството на големия Путиловски завод в Петроград – работниците се опитват да започнат стачка, независимо от факта, че заводът е национализиран от началото на войната и стачките в държавните военни заводи са забранени. Този ход изхвърля на улицата 36 хиляди работници. Настроенията сред работниците в Петроград са взривоопасни – на 8 февруари путиловските работници замерват полицията с железни отломки и парчета шлака.
Различните партии с либерално ориентация в това време широко взимат участие в различни обществени организации. С началото на войната се разгръща движението на обществените военно-промишлени комитети с цел помагане на държавата при снабдяването на армията, и в юли 1915 г. е учреден Централния военно-промишлен комитет под председателството на октябриста Гучков. Опозиционните настроения спомагат за отстъплението през 1915 г. През август 1915 г. в Държавната дума е сформиран доминиращия в нея Прогресивен блок на основата на коалиция между партиите на кадетите и октябристите. Опозицията атакува царя, искайки въвеждането в страната на отговорно министерство (тоест правителство, назначавано от Думата и отговарящо пред нея), което фактически би означавало преход на Русия от самодържавие към конституционна монархия. Царят отклонява предложенията. Той създава нова ставка на Върховния главнокомандващ с щаб-квартира в Могильов и, по мнението на изследователя Вуда, оставя „голяма част от правителството“ в ръцете на императрицата, която е под влиянието на Распутин.
Всички тези фактори довеждат през 1916 г. до рязката загуба на доверие в режима. През тази година, Гучков, според неговите по-късни спомени, се опитва да организира, по модела на дворцовите преврати от 18 век, абдикирането на Николай II, и замяната му с един от Великите князе. През ноември, Павел Милюков открито обвинява в Думата правителството на руснака от немски произход Борис Щюрмер във водене на мирни преговори с Германия. През декември, малка група дворяни убива Распутин. На 1 януари 1917 г. група заговорници, предлага на Великия княз Николай Николаевич да заеме трона на цар Николай II. Великият княз отказва предложението, заявявайки, че „хората и войниците няма да разберат насилствения преврат“, но не съобщава за това на царя. След отказа на Николай Николаевич, като основен кандидат за ролята на нов цар започва да се разглежда Великия княз Михаил Александрович. Според Вуда, нито един от тези инциденти не е непосредствена причина за Февруарската революция, но те спомагат да се обясни защо монархията оцелява едва няколко дни след избухването на революцията.
В края на февруари, нередовните доставки на продоволствие в Петроград принуждават градската управа да вземе решение относно въвеждането на купони за хляб с норма един фунт на ден на човек. Това решение предизвиква паника и желание за запасяване с хляб, произтичат няколко погрома на хлебопекарни. С нарастването на кризата с доставките за Петроград зачестяват и стачките. Стачниците често се появяват и прекъсват работата и в съседни заводи, като ги принуждават със сила да се присъединят към стачката. С началото на въстанието на петроградския гарнизон, този метод започва широко да се използва от въстаналите войници.
Изследователят С. Нефьодов отбелязва, че царското правителство напълно е осъзнавало приближаващата революция и през януари 1917 г. е започнало подготовката за потушаването ѝ. Слабост на тези планове е, както отбелязва Александър Спиридович, че не се предвижда въстанието на запасните батальони в Петроград. Освен това, не се предвижда да се разчита на всички мобилизирани войници, а на първо място – на учебните команди. Но дори и тези очаквания се оказват грешни – учебните команди първи се присъединяват към революцията. Единствени верни на царя остават полицейските сили, които в Петроград наброяват едва около 3,5 хиляди души. Надеждите за лоялност на гвардейските части се оказват силно преувеличени – всички гвардейски части, които по време на революцията са в Петроград, се присъединяват към въстанието, включително една сотня от личния ескорт на царя. В допълнение на това, към 1917 г. близо 70% от довоенния състав на гвардията са загинали на фронта, и са заменени (понякога и повече от един път) от мобилизирани.
Ричард Пайпс коментира положението на царското правителство в последните дни на съществуването му по следния начин:
| \| „ \| Нищо не илюстрира по-добре бягството на правителството от реалността, отколкото решението на царя в този напрегнат и сложен момент да се отправи към Могильов. Там той има намерение да прекара една седмица в съвещания с генерал Алексеев, току-що завърнал се в Ставката след лечения в Крим. У Протопопов това решение не предизвиква никакви съмнения. Вечерта на 21 февруари той уверява господаря, че няма за какво да се безпокои и може да тръгне спокойно и уверен, че тилът е в надеждни ръце. На вечерта на следващия ден царят заминава. Две седмици след това той вече се завръща като частно лице – Николай Романов, и под конвой. Безопасността на столицата е поверена на некомпетентни хора: военния министър генерал М. А. Беляев, издигнал се на този пост по стъпалата на военната бюрократична стълба и получил сред колегите си прозвището „мъртва глава“, и командващия окръг генерал Хабалов, чиито професионален опит не излиза извън рамките на канцелариите и военните академии. \| “ \| | |   |
| „ | Нищо не илюстрира по-добре бягството на правителството от реалността, отколкото решението на царя в този напрегнат и сложен момент да се отправи към Могильов. Там той има намерение да прекара една седмица в съвещания с генерал Алексеев, току-що завърнал се в Ставката след лечения в Крим. У Протопопов това решение не предизвиква никакви съмнения. Вечерта на 21 февруари той уверява господаря, че няма за какво да се безпокои и може да тръгне спокойно и уверен, че тилът е в надеждни ръце. На вечерта на следващия ден царят заминава. Две седмици след това той вече се завръща като частно лице – Николай Романов, и под конвой. Безопасността на столицата е поверена на некомпетентни хора: военния министър генерал М. А. Беляев, издигнал се на този пост по стъпалата на военната бюрократична стълба и получил сред колегите си прозвището „мъртва глава“, и командващия окръг генерал Хабалов, чиито професионален опит не излиза извън рамките на канцелариите и военните академии. | “ |

Последният царски министър на вътрешните работи Александър Протопопов се увлича по мистика, и някои съвременници изказват съмнения в психическото му състояние. След революцията, Протопопов е арестуван и известно време прекарва под охрана в психиатрия.
Самият цар, при първите панически телеграми на председателя на Държавната дума (камерхер М. Родзянко) за началото на революция, коментира: „отново този дебелак Родзянко ми пише всякакви глупости“. От друга страна, задължението на Николай II като Върховен главнокомандващ изисква присъствието му в Ставката; за няколко дни преди заминаването му, с молба да пристигне в Ставката към него се обращъщат генералите Алексеев и Гурко, както и Великия княз Михаил Александрович. По спомени на британския посланик Дж. Бюканън, императорът, над когото като че ли бе надвиснала скала, прекара януари и февруари в Царское и осъзнавайки невъзможността да продължи с отсъствието си от Ставката, в четвъртък, 8 март, се завърна в Могильов.“.
По времена революцията, даже най-близките родственици, великите князе, отказват да поддържат Николай ІІ. През февруари 1917 г. в Русия има 15 велики князе. От тях фактически никой не поддържа царя. Трима велики князе, Николай Михайлович, Николай Николаевич и Георгий Михайлович, в края на 1916 г. безуспешно се опитват да склонят царя към въвеждането на отговорно министерство (тоест фактически към въвеждането на конституционна монархия). Най-влиятелният от тях, Николай Николаевич, по време на събытията агитира Николай II за отричане от престола, но най-вероятният преемник, Михаил Александрович, отказва да приеме властта. Великият княз Кирил Владимирович на 1 март преминава на страната на революцията. Освен това, няколко велики князе – Павел Александрович, Кирил Владимирович и Дмитрий Константинович – по време на революцията съставят собствен проект на манифест за абдикация („Великокняжески манифест“).

## Февруарска революция
Февруарската революция, започнала на 23 февруари 1917 година, протича главно в столицата. При възникналите политически безредици Държавната дума, парламентът на Руската империя, поема управлението и назначава Временно правителство, първоначално оглавявано от княз Георгий Лвов. Командването на армията преценява, че в условията на тежки сражения в хода на Първата световна война не е в състояние да попречи на революцията, и император Николай II абдикира. В цялата страна се създават съвети на работнически / селски и други депутати, които са доминирани от няколкото социалистически партии. Първоначално те признават властта на Временното правителство, но в същото време се опитват да оказват влияние върху работата му и съставят собствени въоръжени формирования. Междувременно тежките военни поражения деморализират армията и голяма част от нея отказва да се подчинява на командването.
През следващите месеци напрежението между доминираното от либералите Временно правителство и мрежата от просоциалистически Съвети на работническите и селски депутати постепенно се засилва. В различни части на страната избухват хаотични бунтове и множество стачки. Когато Временното правителство решава да продължи военните действия срещу Германия, болшевиките и някои други социалистически фракции започват кампания за незабавно излизане на Русия от войната. Болшевиките обединяват своите паравоенни формирования под името Червена гвардия.

## Октомврийска революция
С Октомврийската революция, започнала на 25 октомври (7 ноември нов стил) 1917 година, Болшевишката партия, водена от Владимир Ленин, завзема властта в столицата и сваля Временното правителство на социалиста Александър Керенски. Болшевиките постепенно разпростират влиянието си в различни части на страната и създават т.нар. Извънредна комисия (ЧК), политическа полиция, която смазва опитите за съпротива в териториите под болшевишки контрол. През март 1918 година болшевишкото правителство сключва сепаративния Брест-Литовски мирен договор. В същото време в страната се разраства гражданската война, водена срещу болшевиките от няколко различни групи и продължила до 1922 година.

## Последствия
Руската гражданска война от 1917 до 1922 г. отнема живота на над 8 милиона души. Болшевиките излизат победителите от вътрешната борба и основават през 1922 г. комунистическия Съюз на съветските социалистически републики. Войната обхваща (най-малко) четири отделни борби:
1. Вътрешна борба за болшевишките постове на високата власт;
2. Борба срещу германската армия, която продължава войната с Русия;
3. Външни борби във вид на интервенции на 14 държави, между които Германия, САЩ, Япония, Великобритания и Франция;[19]
4. Войни за независимост на по-големите малцинства.

## Хронология
Хронология на събитията, довели до Руската революция през 1917 година
Датите са дадени по Юлианския календар, използван в Русия до 1918 година. Те са 12 дни преди датите по Грегорианския календар през 19 век и 13 дни преди датите през 20 век.
| Дата      | Събитие |
| --------- | --- |
| 1855      | Начало на управлението на Цар Александър II. |
| 1861      | Селска реформа в Русия. |
| 1874 – 81 | Разрастване на антиправителственото терористично движение и реакция на правителството. |
| 1881      | Александър II е убит от революционери; на престола се възкачва Александър III. |
| 1883      | Формирана е първата руска марксистка група. |
| 1894      | Начало на управлението на Николай II. |
| 1898      | Пръв конгрес на Руската социалдемократическа работническа партия (РСДРП). |
| 1900      | Основава се Партията на социалистите революционери (СР). |
| 1903      | Втори конгрес на Руската социалдемократическа работническа партия. Начало на разцеплението на болшевики и меншевики. |
| 1904 – 5  | Руско-японска война; Русия губи войната. |
| 1905      | Руска революция през 1905 година. - Януари: Кървавата неделя в Санкт Петербург. - Юни: Въстанието на броненосеца Потьомкин при Одеса в Черно море (виж филма Броненосецът „Потьомкин“). - Октомври: обща стачка, формира се Петербургски съвет на работническите депутати; Октомврийски манифест: Имперско споразумени за избор на Държавна дума на Руската империя. |
| 1906      | Първа държавна дума. Министър-председател: Пьотър Столипин. Започва аграрната реформа. |
| 1907      | Втора държавна дума, февруари-юни. |
| 1907      | Трета държавна дума, до 1912. |
| 1911      | Столипин е убит. |
| 1912      | Четвърта държавна дума, до 1917. Болшевиките и меншевиките се отделят. |
| 1914      | Германия обявява война на Русия. |
| 1915      | Сериозни поражения, Николай II се обявява за върховен главнокомандващ. |
| 1916      | Недостиг на храна и гориво, увеличаване на цените. Формиран е Прогресивния блок. |
| 1917      | Стачки, бунтове и улични демонстрации водят до падане на автокрацията. |